# 柳氮磺胺吡啶
柳氮磺胺吡啶（Sulfasalazine），缩写为SSZ，是一种磺胺类药物，可用于治疗類风湿性关节炎、溃疡性结肠炎，以及克罗恩病。柳氮磺胺吡啶最早于1950年在美国获批上市，目前仍然是治疗類风湿性关节炎的一线药物。目前，柳氮磺胺吡啶属于世界卫生组织基本药物标准清单中的药物之一。在发展中国家，柳氮磺胺吡啶的治疗费用大约是每月9-33美元。在美国使用柳氮磺胺吡啶治疗的费用则大约是每月25-50美元。

## 特性
柳氮磺胺吡啶一般通过口服给药，在给药后1-2小时后，血液中柳氮磺胺吡啶浓度开始上升，在3-12小时后达到最大血药浓度。但大部分都不会被吸收，而是被肠道微生物通过分解为磺胺吡啶和5'-氨基水杨酸清除:343。
柳氮磺胺吡啶对溃烂性结肠炎的疗效是通过分解产生的5'-氨基水杨酸实现的，因此在溃烂性结肠炎的治疗中，柳氮磺胺吡啶可以认为只是起到载体的作用。柳氮磺胺吡啶治疗類风湿性关节炎以及克罗恩病的机制目前尚不清楚:343。

## 临床
临床上，柳氮磺胺吡啶的适应症包括類风湿性关节炎、溃疡性结肠炎，以及克罗恩病。目前，柳氮磺胺吡啶仍然是治疗類风湿性关节炎的一线药物，但因为较容易产生不良反应，在其他情况下已很少使用:343。
对阿司匹林和磺胺类药物过敏的患者不能使用柳氮磺胺吡啶。两岁以下的儿童应慎用柳氮磺胺吡啶。已证明孕妇使用柳氮磺胺吡啶是安全的，不会对胎儿产生影响。
大约25%的人群在使用柳氮磺胺吡啶会出现包括食欲减退、恶心、头痛和皮疹在内的不良反应。在较严重的情况下，患者可能会出现肝功能异常、肾功能异常，以及骨髓功能抑制等不良反应。